# Liujiaying (socken i Kina, lat 39,85, long 118,22)
Liujiaying (kinesiska: 刘家营乡, 刘家营) är en socken i Kina. Den ligger i provinsen Hebei, i den norra delen av landet, omkring 160 kilometer öster om huvudstaden Peking.
Genomsnittlig årsnederbörd är 846 millimeter. Den regnigaste månaden är augusti, med i genomsnitt 199 mm nederbörd, och den torraste är januari, med 2 mm nederbörd.